# Más bonita que ninguna (álbum de Rocío Dúrcal)
Más bonita que ninguna es el cuarto álbum de estudio de la cantante y actriz española Rocío Dúrcal, lanzado en el año 1965 bajo el sello discográfico Philips Records. Nuevamente la intérprete española lanza un álbum formado a partir de las canciones interpretadas por ella en su película homónima protagonizada en ese mismo año y dirigida por el italo-argentino Luis César Amadori.
Dentro de la elaboración de las canciones incluidas en la película y así mismo para el álbum, se contó con la participación especial del grupo español Los Brincos en la realización y composición de las canciones «Borracho» y «Los Dos». También cuenta con la participación de la actriz española Gracita Morales en la interpretación a dúo en las canciones: «Yo Soy La Vedette» y «Aquel Tango Maldito» grabadas también para la película.
Del álbum salieron dos ediciones en formato (EP) como Banda Original De La Película en la cual incluía tres temas en la primera edición y cuatro temas en la segunda edición. El 20 de abril de 2007 se lanzó una reedición en formato (CD) bajo la firma disquera Universal Music.

## Lista de temas
|     | Título                                                    | Autor(es)                          | Duración |
| --- | --------------------------------------------------------- | ---------------------------------- | -------- |
| 1.  | Más bonita que ninguna                                    | Antonio Guijarro / Augusto Algueró | 2:55     |
| 2.  | Los Dos                                                   | Los Brincos                        | 2:50     |
| 3.  | Yo Soy La “Vedette” (Canta Gracita Morales)               | J.M. Arozamena / F. Moraleda       | 3:03     |
| 4.  | El Sombrero Viejecito (Con La Orquesta De Frank Granada)  | Antonio Guijarro / Augusto Algueró | 2:08     |
| 5.  | Mi Corazón                                                | Antonio Guijarro / Augusto Algueró | 3:26     |
| 6.  | Si Yo Tuviera Rosas                                       | J.M. Arozamena / F. Moraleda       | 3:11     |
| 7.  | Introducción Y Caracoles                                  | José Luis Torregrosa / Popular     | 5:58     |
| 8.  | El Borracho                                               | Los Brincos                        | 3:03     |
| 9.  | Más bonita que ninguna (Con La Orquesta De Frank Granada) | Antonio Guijarro / Augusto Algueró | 2:22     |
| 10. | Aquel Tango Maldito (Canta Gracita Morales)               | V. Ruíz Iriarte / M. Paradas       | 1:55     |
| 11. | El Sombrero Viejecito                                     | Antonio Guijarro / Augusto Algueró | 2:10     |

## Ediciones EP
- Primera edición (banda sonora de la película)

|    | Título                   | Autor(es)                          | Duración |
| -- | ------------------------ | ---------------------------------- | -------- |
| 1. | Más Bonita Que Ninguna   | Antonio Guijarro / Augusto Algueró | 2:55     |
| 2. | Si Yo Tuviera Rosas      | J.M. Arozamena / F. Moraleda       | 3:11     |
| 3. | Introducción Y Caracoles | José Luis Torregrosa / Popular     | 5:58     |

- Segunda edición (banda sonora de la película)

|    | Título                | Autor(es)                          | Duración |
| -- | --------------------- | ---------------------------------- | -------- |
| 1. | Mi Corazón            | Antonio Guijarro / Augusto Algueró | 3:26     |
| 2. | Los Dos               | Los Brincos                        | 2:50     |
| 3. | El Borracho           | Los Brincos                        | 3:03     |
| 4. | El Sombrero Viejecito | Antonio Guijarro / Augusto Algueró | 2:10     |

## Músicos
- Rocío Dúrcal – Voz.
- Gracita Morales – Voz (2 Canciones).
- Orquesta De Frank Granada (El Sombrero Viejecito y Más Bonita Que Ninguna).
- Los Brincos – Letras (2 Canciones).